# マーク・ナッパー

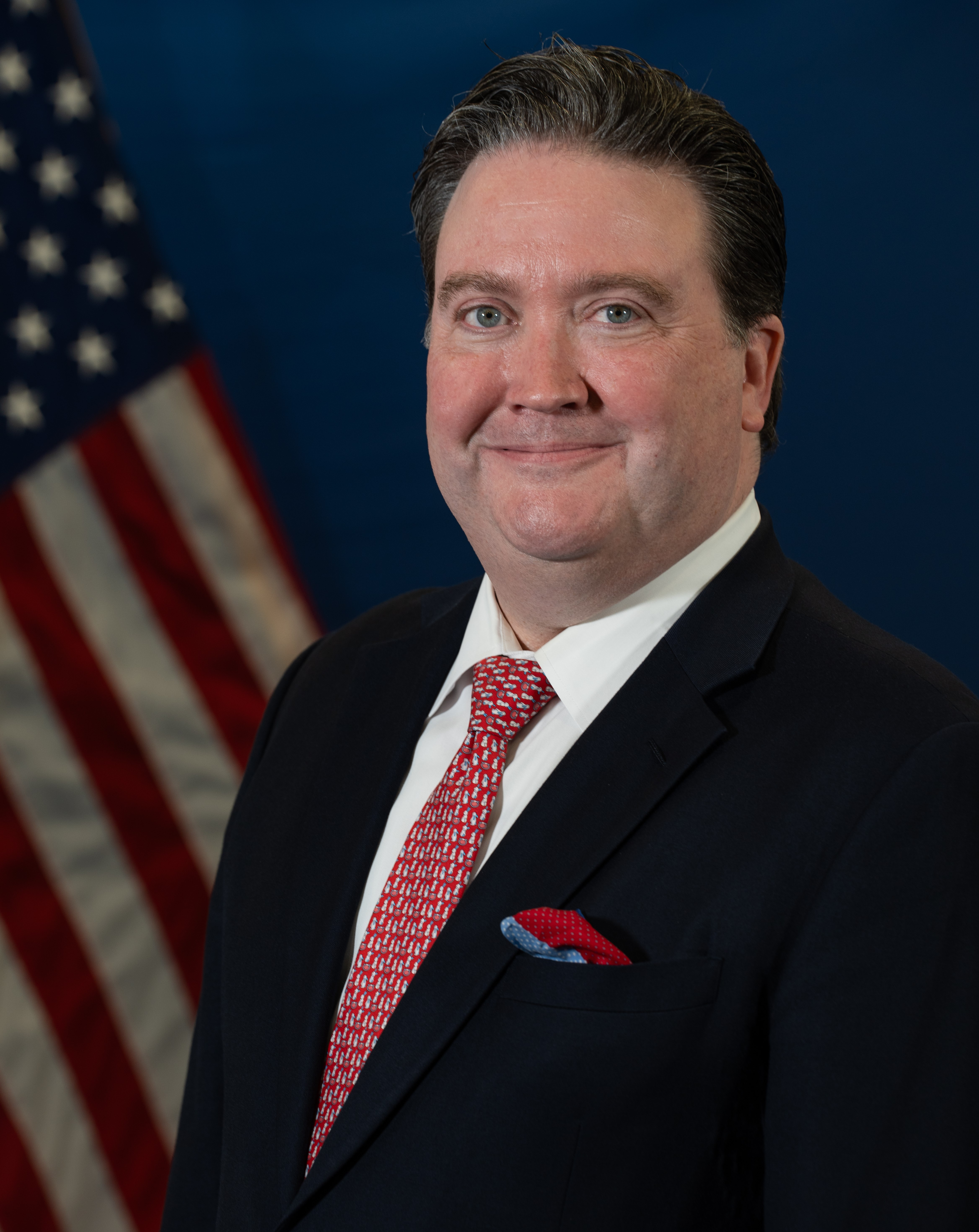
マーク・ナッパー

マーク・ナッパー（Marc E. Knapper）は、アメリカ合衆国の外交官。在日米軍基地問題や中国・朝鮮問題に詳しく、日本語と韓国語、ベトナム語が堪能。

## 生涯
父親は海兵隊員であり、父親の沖縄駐留に伴い少年時代の数年間を沖縄で生活。1987年から1991年までプリンストン大学に在籍。ケント・カルダー教授の下で日本政治を専攻し、政治学の学士号を最優等で取得。1991年から1993年まで日本の東京大学大学院に留学し、国際関係論を研究。自民党国際局に勤務し、椎名素夫参議院議員の秘書として従事。
1993年に国務省に入省。1995年から1997年までウォルター・モンデール駐日大使の特別補佐官として日本の東京大使館で勤務。1997年から2001年まで韓国のソウル大使館で二等書記官（政治担当）として勤務。マデレーン・オルブライト国務長官の北朝鮮訪問に際しては、平壌で北朝鮮との予備折衝を担当。2001年から2004年まで国務省東アジア・太平洋局中国部で政治軍事担当官。2004年から2007年までベトナムのハノイ大使館で参事官（政治担当）。2007年から2010年まで日本の東京大使館で政治部次席。2010年から2011年8月までイラクのバグダッド大使館で参事官（政治担当）。2011年8月から2014年8月まで国務省東アジア・太平洋局日本部長。2014年8月から2015年5月まで国務省南・中央アジア局インド部長。2015年8月から2018年7月まで駐韓首席公使。2018年8月から日韓担当国務次官補代理。

## 国務次官補代理として
2019年7月25日、訪米した丁世均ら韓国国会代表団と会談。同月に日本が表明したキャッチオール規制の運用見直し（ホワイト国から韓国を除外）を撤回させるよう働きかけを受けたが、「アメリカが介入や仲裁をすることはない」として断っている。
2019年8月7日、ナッパーはヘリテージ財団で講演し、日米韓の生産的で建設的な関係を維持する重要性を訴えた上で、日韓関係の悪化につながった政治決定について両国が自己反省するとともに、国の指導者は冷静な発言を行うべきだと訴えた。
2020年10月8日、ワシントン戦略国際問題研究所のセミナー内で朝鮮半島情勢に触れ「南北関係と非核化は不可分」と言及。前日には文在寅韓国大統領がアメリカに対して、核問題に触れない形で朝鮮戦争の終戦宣言を行うことに協力することを求める発言をしていたことから米韓の立場の違いを浮き彫りにする出来事となった。